# 南农
南农 （马来文：Nam Ron，1969年11月21日—），出生于马来西亚玻璃市州的剧场及电影工作者。原名Shahili Bin Abdan，南农是其艺名，也译作南隆，在泰语中是热水的意思。他兼任讲师、导演、编剧及演员多职，长期活跃于马来西亚剧场，也曾凭电影《巴罗》中的演出入围第17届马来西亚电影展（FFM）最佳男主角奖。

## 生平简介
1969年11月21日，南农出生于玻璃市加央。1989年，他开始投入加央行动剧团（Grup Teater Aksi） 的剧场活动，成为戏剧演员。1991年，他因为理念不合而离开行动剧团，自组一条石剧团（SEBATU）。这个时期，他编导了两部作品——《灵魂》（Jiwa，1992）和《最后一个细胞》（Sel Terakhir，1994）。在《灵魂》一剧中，他也兼任演员。1994年，南农离开一条石剧团，进入 国家艺术学院（ASK）深造，得到剧场名导克里申·吉（Krishen Jit，1939-2005）的指导。
在国家艺术学院，南农完成了三部编导作品：《开剧场玩笑》（Main-Main Bersama Teater，1994）、《为了安娜》（Kerana Anna，1995）和《独白》（Percakapan Seorang Aku，1995）。1996年，他成立了替代剧团（Alternative Stage）。同年，替代剧团把诗人丁斯曼（Dinsman，1949-）写于1970年代的剧本Di Pulau Sa dan Di重新搬上舞台，进行全国巡回演出。1998年，替代剧团搬演丁斯曼的另一部剧本《不是自杀》（Bukan Bunuh Diri）。1999年，他执导约翰·奥斯本的作品《愤怒的回顾》，作为自己的毕业作业。
毕业后，南农与合作伙伴Toemoe正式为替代剧团申请注册成为剧团机构。与此同时，他也开始受国家艺术学院聘请担任兼职戏剧讲师。2008年，他和八位艺术学院毕业的学生共同创办了新剧团——剧场人收容所（Rumah Anak Teater，RAT)。期间，他陆续发表新作，被搬上舞台的作品有Matderihkoloperlih、《我要当明星》（Aku Nak Jadi Bintang）、《爱她多过我》（Laut Lebih Indah Dari Bulan）等等。2010年，由剧场人收容所负责制作的剧作《符号》（Tanda）在表演前夕临时被国家艺术学院下令禁演。之后，南农即不再任该院讲师。

## 戏剧、电影、短片作品
| 年份 | 戏剧、电影、短片名称                                                    | 职衔             | 备注                                                    |
| 2001 | 过程（Proses）                                                          | 导演、编剧       | 戏剧                                                    |
| 2001 | 流氓（Gedebe，61分钟）                                                  | 导演             | 电影                                                    |
| 2002 | 牛（Lembu）                                                             | 导演、编剧       | 戏剧                                                    |
| 2003 | Matderihkoloperlih                                                      | 导演、编剧、演员 | 戏剧                                                    |
| 2003 | 我要当明星（Aku Nak Jadi Bintang）                                      | 导演、编剧       | 戏剧                                                    |
| 2003 | 巴罗（Paloh，120分钟）                                                  | 演员             | 电影；导演：Adman Salleh                                |
| 2003 | 大榴梿（The Big Durian，75分钟）                                        | 演员             | 纪录片；导演：阿米尔·莫哈末（Amir Muhammad）            |
| 2005 | 爱她多过我（Laut Lebih Indah Dari Bulan）                               | 导演、编剧       | 戏剧                                                    |
| 2006 | 击破（Ka Si Pe Cah）                                                    | 导演、演员       | 戏剧；与罗国文、Jo Kukathas 共同执导                    |
| 2006 | 焦虑（Gubra，140分钟，台湾译作《花开总有时》）                          | 演员             | 电影；导演：雅丝敏·阿莫（Yasmin Ahmad）                 |
| 2007 | 巫医（Dukun，108分钟）                                                  | 演员             | 电影；导演：达因赛益                                    |
| 2008 | “爸，为什么砍掉香蕉树？”（"Ayah, Kenapa tebang pokok pisang?"，20分钟） | 导演、编剧       |                                                         |
| 2008 | 歇斯底里 （Histeria，91分钟）                                           | 演员             | 电影；导演：李添兴                                      |
| 2009 | 争执（Gadoh，70分钟，中国译作《斗阵我和你》）                           | 导演、编剧、演员 | 电影；与布兰达·丹克（Brenda Danker）合导，与R. Cong合编 |
| 2009 | 棒棒糖（Lollipop，6分钟）                                               | 导演、编剧       | 短片                                                    |
| 2009 | 散钱（Duit Kecil，7分钟）                                               | 演员             | 短片；导演：Johan John                                  |
| 2009 | 遮蔽（Gerhana，5分钟）                                                  | 声音演出         | 短片；导演：李添兴                                      |
| 2010 | 无夏之年(Year without a Summer，87分钟)                                 | 演员             | 电影；导演：陈翠梅                                      |
| 2010 | 旧路之谜（Misteri Jalan Lama）                                          | 演员             | 电影；导演：Afdlin Shauki                               |
| 2011 | 小孩不笨（Aku Tak Bodoh，95分钟）                                       | 演员             | 电影；导演：巫培双                                      |
| 2011 | 光（Cahaya）                                                            | 演员             | 电影；导演：Johan John                                  |

## 剧本集
Nam Ron(2009)Laut Lebih Indah Dari Bulan: Antologi Skrip Teater Nam Ron, Kuala Lumpur: Oxygen Media.